# José Luis Machinea
José Luis Machinea (Puerto Madryn, 5 de octubre de 1946) es un economista y político argentino. Ocupó diversos cargos públicos, entre ellos los de presidente del Banco Central de la República Argentina (1986-1989) y ministro de Economía (1999-2001).

## Trayectoria

### Presidente del Banco Central
Se licenció en Economía en 1968 en la Universidad Católica Argentina. Entre 1974 y 1978, se desempeñó en el Centro de Estudios Monetarios y Bancarios del Banco Central de la República Argentina. Posteriormente continuó su ascenso en la entidad hasta que en 1983 se convirtió en Gerente de Investigaciones y Estadísticas Económicas del BCRA.
Con la llegada de Raúl Alfonsín en 1983 a la presidencia de la nación, Machinea es designado Subsecretario de Programación del Desarrollo de la Secretaría de Planificación de la Presidencia de la Nación, puesto en el que se desempeñó hasta febrero de 1985. Luego ocupó el cargo de Subsecretario de Política Económica del Ministerio de Economía hasta agosto de 1986 y finalmente, accede a la presidencia del BCRA hasta abril de 1989. En abril de 1988, mientras Machinea era presidente del BCRA, Argentina entró en moratoria del pago de su deuda externa. El 5 de febrero, el ministro de Economía Juan Vital Sourrouille y Machinea resolvieron aplicar un feriado bancario por 48 horas, ante los rumores de inestabilidad, con los que se inició una corrida masiva hacia el dólar. La inflación, que en febrero de 1989 era del 9,6% mensual, alcanzó 78,4% en mayo.
Con la caída del gobierno de Alfonsín, Machinea asume la dirección de Investigaciones del Instituto para el Desarrollo Industrial de la Fundación UIA entre 1992 y 1997. Simultáneamente actuó como consultor privado.

### Ministro de Economía

#### Postulación
Tras las elecciones legislativas de 1997 arrancó la carrera presidencial para 1999. Los principales candidatos para suceder a Carlos Menem eran Eduardo Duhalde (PJ) y Fernando De la Rúa (Alianza UCR-Frepaso). Ambos candidatos deberían enfrentar un panorama económico complejo para el año 2000, ya que se debía mantener el régimen de convertibilidad y a la vez enfrentar los problemas que esto ocasionaba: déficit de cuenta corriente por la sobrevaluación de la moneda y déficit fiscal financiado con un creciente endeudamiento externo. El presidente Menem había promovido al final de su gestión el definitivo reemplazo del Peso por el Dólar, en línea con su pensamiento de responder a las crisis profundizando aún más la convertibilidad, sin embargo se trataba de un proyecto complejo, difícil de ejecutar en tan poco tiempo, por lo que no pasó de ser una amenaza para aquellos que estimulaban dudas sobre la continuidad del tipo de cambio atado al dólar. En el extremo opuesto, haciéndose eco de las protestas sociales por el desempleo y el estancamiento económico, Eduardo Duhalde hablaba sobre el agotamiento del "modelo", lo cual generaba cierta incertidumbre sobre el futuro de la Convertibilidad. Por su parte, José Luis Machinea, principal referente económico de la Alianza, sabía que en las elecciones presidenciales de 1995 la defensa de la estabilidad económica había sido un punto fundamental para el electorado, por lo que decidió no cuestionar ninguno de los "pilares" del sistema (convertibilidad, privatizaciones y globalización) sino más bien hacer énfasis en cuestiones de tipo social o moral, lo cual resultó un acierto tanto para las elecciones de 1997 como las de 1999.
El candidato favorito de Fernando De la Rúa para el puesto de Ministro de Economía era Ricardo López Murphy, otro economista del partido radical, mucho más "fundamentalista" que Machinea. Sin embargo la candidatura de De la Rúa dependía del acuerdo gestionado entre la UCR y el Frepaso, lo cual cercenaba sus posibilidades de imponer ministros a voluntad. Graciela Fernández Meijide, uno de los principales referentes del Frepaso, fue tajante al oponerse a López Murphy aduciendo que su gestión significaría una reducción del gasto público mucho mayor que la implementada por los ministros de Carlos Menem. Además, Machinea era el candidato de confianza tanto para Carlos "Chacho" Álvarez (Líder del Frepaso) como para Raúl Alfonsín (expresidente de la Nación y líder de la UCR), quienes querían dar a la Alianza un perfil ideológico "progresista". La puja entre ambos postulantes se definió en abril de 1999, cuando Ricardo López Murphy propuso reducir un 10% los salarios para no perder competitividad con Brasil, país que recientemente había devaluado su moneda. Tras esta declaración, y ante la posibilidad de perder votantes De la Rúa debió aclarar que López Murphy no sería su ministro en caso de asumir la Primera Magistratura de la Nación.
Sin embargo, ya antes de que la Alianza ganara las elecciones Machinea insinuaba a los líderes del mercado que sus medidas no serían tan progresistas como las prometidas durante la campaña: se encararía un ajuste fiscal, se rebajarían los aportes patronales y en materia laboral se extenderían los plazos para los contratos a prueba y se establecerían negociaciones salariales a nivel empresa, reduciendo así el poder de los sindicatos.

#### Gestión
El 10 de diciembre de 1999, José Luis Machinea ocupó el cargo de Ministro de Economía y Hacienda de la Nación. El objetivo principal de la nueva gestión era reducir el déficit fiscal, y la primera medida trascendente antes de finalizar 1999, fue la aprobación de la Ley de Reforma Tributaria, que preveía aumentar el impuesto a las ganancias, realizar quitas a las jubilaciones mayores a los 3100 pesos (equivalentes a 3100 dólares) y generalizar la aplicación del IVA, entre otras modificaciones que suponían un aumento de casi todos los impuestos internos. La segunda medida trascendente se produjo a los pocos meses, cuando el ministro anunció una reducción de salarios del personal estatal, de entre el 12% y el 15%, además de la reestructuración o supresión de diversos organismos públicos. En junio de 2000 la economía mostró tibios síntomas de recuperación tras registrarse el primer superávit fiscal después de dos años de continuo retroceso. El 5 de octubre Fernando De la Rúa realizó cambios en su gabinete, decidiendo que el Ministerio de Infraestructura y Vivienda fuera absorbido por el de Economía, respaldando así la gestión de Machinea, sin embargo, al día siguiente se desata una crisis institucional al producirse la renuncia del Vicepresidente Carlos "Chacho" Álvarez, disconforme con hechos de corrupción y decisiones tomadas por el presidente.
A comienzos del mes de noviembre, el país negoció con el FMI un multimillonario blindaje financiero, con aportes del BID, del Banco Mundial, del Gobierno de España (el mayor inversor extranjero de la Argentina) y de un grupo de bancos privados que operaba en el país. El "Blindaje" finalmente se aprobó en el mes de diciembre y alcanzó una suma cercana a los 40 mil millones de dólares, sin embargo, para otorgarlo, el FMI impuso una serie de condiciones: el congelamiento del gasto público primario a nivel nacional y provincial por cinco años, la reducción del déficit fiscal y la reforma del sistema previsional, para elevar a 65 años la edad jubilatoria de las mujeres.
Sin embargo, el "Blindaje" no fue suficiente para reactivar la economía y en marzo de 2001 Machinea decidió presentar su renuncia. A lo largo de sus trece meses de gestión las reservas internacionales del BCRA se mantuvieron en el orden de los 34 mil millones de dólares, la actividad económica bajó un 0.5% y la desocupación subió un 1% aproximadamente. Fue reemplazado fugazmente por Ricardo López Murphy y luego por Domingo Cavallo quien se mantuvo hasta diciembre de 2001.
El 10 de diciembre de 2003, José Luis Machinea se convirtió en el noveno Secretario Ejecutivo de la CEPAL desde 1949, cargo que dejó el 1 de julio de 2008 en manos de la bióloga mexicana Alicia Bárcena.